# 小名浜町
小名浜町（おなはままち）は福島県南東部、石城郡に属していた町。現在のいわき市南東部（小名浜地区）、小名浜港周辺、藤原川下流域にあたる。現在の小名浜地区は旧磐城市全域を指し、本町とは範囲が異なる。
現在使われている、いわき市役所小名浜支所の建物は、1953年に小名浜町役場として落成した建物で、磐城市役所を経て現在に至る。

## 地理
- 河川 ： 藤原川、矢田川

## 歴史
- 1889年（明治22年）4月1日 - 町村制の施行により、小名浜村が単独で自治体を形成して磐前郡小名浜町が発足[注釈 1]。
- 1896年（明治29年）4月1日 - 所属郡が石城郡に変更。
- 1941年（昭和16年）8月15日 - 玉川村を編入[注釈 1]。
- 1953年（昭和28年）10月10日 - 鹿島村を編入[注釈 2]。
- 1954年（昭和29年）
  - 3月29日 - 大字松久須根・三沢・上矢田を湯本町に編入[注釈 3]。
  - 3月31日 - 泉町・江名町・渡辺村と合併して磐城市が発足。同日小名浜町廃止。
- 1966年（昭和41年）10月1日 - 磐城市が平市・常磐市・内郷市・勿来市、石城郡小川町・遠野町・四倉町・川前村・田人村・好間村・三和村、双葉郡久之浜町・大久村と合併していわき市が発足。

## 交通

### 鉄道路線
- 福島臨海鉄道
  - 本線
    - 東邦亜鉛前駅 - 宮下駅 - 水素前駅 - 小名浜駅 - 栄町駅
- 江名鉄道
  - 江名鉄道線
    - 栄町駅

当時、福島臨海鉄道は旅客営業を行っていた。

### 道路
- 国道6号

### 港湾
- 小名浜港